# Associazione Calcio Verona 1930-1931
Questa pagina raccoglie i dati riguardanti il Football Club Hellas Verona nelle competizioni ufficiali della stagione 1930-1931.

## Stagione
La stagione 1930-1931 rappresenta per il Verona la seconda stagione nella seconda serie nazionale.

## Rosa
| N. |                   | Ruolo | Calciatore           |
| -- | ----------------- | ----- | -------------------- |
|    | Italia (bandiera) | P     | Umberto Manzini      |
|    | Italia (bandiera) | P     | Aldo Olivieri        |
|    | Italia (bandiera) | D     | Aristide Bergamaschi |
|    | Italia (bandiera) | C     | Luigi Bernardi       |
|    | Italia (bandiera) | C     | Dante                |
|    | Italia (bandiera) | D     | Pio Goretta          |
|    | Italia (bandiera) | D     | Nereo Marini         |
|    | Italia (bandiera) | C     | Giordano Corsi       |
|    | Italia (bandiera) | C     | Ambrogio Favalli     |
|    | Italia (bandiera) | C     | Bruno Panonzini      |
|    | Italia (bandiera) | C     | Poli                 |

| N. |                   | Ruolo | Calciatore         |
| -- | ----------------- | ----- | ------------------ |
|    | Italia (bandiera) | C     | Giuseppe Silvestri |
|    | Italia (bandiera) | C     | Carlo Bernardin    |
|    | Italia (bandiera) | C     | Dino Cavalleri     |
|    | Italia (bandiera) | C     | Italo Raguzzi      |
|    | Italia (bandiera) | A     | Bruno Biagini      |
|    | Italia (bandiera) | A     | Antonio Bonesini   |
|    | Italia (bandiera) | A     | Armando Bucchi     |
|    | Italia (bandiera) | A     | Mario Dalfini      |
|    | Italia (bandiera) | A     | Giovanni Cipriani  |
|    | Italia (bandiera) | A     | Mario Patuzzi      |
|    | Italia (bandiera) | A     | Luigi Tommasi      |

## Calciomercato
| Acquisti | Acquisti           | Acquisti | Acquisti   |
| R.       | Nome               | da       | Modalità   |
| -------- | ------------------ | -------- | ---------- |
| C        | Poli               |          | definitivo |
| C        | Giuseppe Silvestri |          | definitivo |
| A        | Carlo Bernardin    |          | definitivo |

| Cessioni | Cessioni           | Cessioni       | Cessioni          |
| R.       | Nome               | a              | Modalità          |
| -------- | ------------------ | -------------- | ----------------- |
| P        | Guido Masetti      | Roma           | definitivo        |
| D        | Francesco Altamura |                | fine carriera (?) |
| D        | Giulio Carra       | Pistoiese      | definitivo        |
| D        | Dino Nobis         |                | fine carriera (?) |
| D        | Ultimo Rodini      | Soresinese (?) | definitivo        |
| C        | Alberto Albertini  |                | fine carriera (?) |
| C        | Attilio Banfi      | Schio (?)      | definitivo        |
| C        | Ferruccio Facchin  |                | definitivo        |
| A        | Egidio Chiecchi    |                | fine carriera     |
| A        | Arnaldo Porta      | Zevio          | definitivo        |

## Statistiche

### Statistiche di squadra
| Competizione | Punti | In casa | In casa | In casa | In casa | In casa | In casa | In trasferta | In trasferta | In trasferta | In trasferta | In trasferta | In trasferta | Totale | Totale | Totale | Totale | Totale | Totale | DR  |
| Competizione | Punti | G       | V       | N       | P       | Gf      | Gs      | G            | V            | N            | P            | Gf           | Gs           | G      | V      | N      | P      | Gf     | Gs     | DR  |
| ------------ | ----- | ------- | ------- | ------- | ------- | ------- | ------- | ------------ | ------------ | ------------ | ------------ | ------------ | ------------ | ------ | ------ | ------ | ------ | ------ | ------ | --- |
| Serie B      | 42    | 17      | 14      | 3       | 0       | 51      | 7       | 17           | 5            | 1            | 11           | 17           | 36           | 34     | 19     | 4      | 11     | 68     | 43     | +25 |

### Statistiche dei giocatori
| Giocatore      | Serie B  | Serie B |
| Giocatore      | Presenze | Reti    |
| -------------- | -------- | ------- |
| Bante          | 1        | 0       |
| A. Bergamaschi | 25       | 0       |
| L. Bernardi    | 34       | 2       |
| C. Bernardin   | 16       | 6       |
| B. Biagini     | 34       | 7       |
| A. Bonesini    | 26       | 13      |
| A. Bucchi      | 2        | 0       |
| G. Cipriani    | 23       | 8       |
| G. Corsi       | 34       | 5       |
| M. Dalfini     | 21       | 6       |
| A. Favalli     | 33       | 0       |
| P. Goretta     | 31       | 0       |
| U. Manzini     | 3        | -2      |
| N. Marini      | 12       | 1       |
| A. Olivieri    | 31       | -41     |
| B. Panonzini   | 4        | 0       |
| M. Patuzzi     | 30       | 16      |
| S. Poli        | 1        | 0       |
| G. Silvestri   | 1        | 0       |
| L. Tommasi     | 12       | 4       |